# Benny Ibarra
Benny Ibarra de Llano (Città del Messico, 8 settembre 1970) è un cantante, attore e musicista messicano.
È figlio d'arte: sia il padre, anch'egli Benny, che la madre Julissa, erano infatti cantanti e attori noti negli anni sessanta. Questa sua origine gli consentì di esordire molto giovane, a soli 11 anni, nel 1981 con un gruppo chiamato Timbiriche, formato da sei giovanissimi quasi tutti figli di personaggi messicani del mondo dello spettacolo. Con questo gruppo incise sette album tra il 1981 ed il 1990, studiando anche nel frattempo jazz, chitarra, musica classica e composizione alla Walnut Hill School ed al Berklee College of Music di Boston.
Nel 1992 iniziò la sua carriera da solista, interrotta soltanto per un ritorno dei Timbiriche con un tour nel 1998 ed un album live, El Concierto, nel 1999 e dalla realizzazione di un album, Mar adentro en la sangre, del 2001 con il gruppo di Guadalajara dei Santa Sabina.

## Discografia da solista
- Hablame Como La Lluvia (1992)
- El Tiempo (1994)
- Om (1996)
- Todo o Nada (2001)
- Grandes Exitos: 1992-2002 (2002)
- Llueve Luz (2003), assieme tra gli altri a Chetes e Miguel Bosé
- Cielo (2003)
- Así (2005)
- Estoy (2006)
- La marcha de la vida (2011)
- Primera Fila Sasha Benny Erik (2012)

## Filmografia

### Cinema
- Ciudad de ciegos (1991)
- En el aire (1995)
- She-Bat (2001)
- Amor xtremo (2006)
- Un padre no tan padre (2016)

### Televisione
- La fea más bella (2006)
- S.O.S.: Sexo y otros secretos (2007-2008)
- Atrévete a soñar (2009)
- Nuestros tiempos - Il futuro è ora, regia di Chava Cartas (2025)